# Токийская епархия
Токи́йская епа́рхия (яп. 東京大主教教区 То:кё: дайсюкё: кё:ку) — каноническое, структурное и территориально-административное подразделение Японской православной церкви. Управляется предстоятелем церкви — архиепископом Токийским, митрополитом всея Японии Серафимом.
Кафедральный город — Токио. Кафедральный храм — Воскресенский кафедральный собор.
Токийская епархия включает в себя территорию Токийской столичной области и префектур Тотиги, Ибараки, Тиба, Гумма, Саитама, Канагава, Нагано, Яманаси и Сидзуока.

## Епископы
Русская духовная миссия в Японии
- Николай (Касаткин) (30 марта 1880 — 3 февраля 1912)
- Сергий (Тихомиров) (19 мая 1912 — 4 сентября 1940)

В юрисдикции Русской православной зарубежной церкви (1941—1946)
- Николай (Оно) (6 апреля 1941 — 6 апреля 1946)

В юрисдикции Московского патриархата (1947—1970)
- Николай (Оно) (начало 1947 — 24 апреля 1954)
- Николай (Саяма) (10 декабря 1967 — 10 апреля 1970)

В юрисдикции «Американской митрополии» (1946—1970)
- Вениамин (Басалыга) (1 ноября 1946 — 1953)
- Ириней (Бекиш) (7 июня 1953 — 14 июня 1960)
- Никон (де Греве) (14 июня 1960 — 1963)
- Владимир (Нагосский) (11 апреля 1964 — 10 апреля 1970)

Токийская епархия Японской православной автономной церкви МП
- Владимир (Нагосский) (10 апреля 1970 — март 1972)
- Феодосий (Нагасима) (22 марта 1972 — 7 мая 1999)
- Петр (Арихара) (9 октября 1999 — 24 апреля 2000), в/у епископ Иокогамский, избран, но отказался по болезни
- Даниил (Нусиро) (6 мая 2000 — 10 августа 2023)
- Серафим (Цудзиэ) (с 28 сентября 2023), он же в/у с 10 августа по 28 сентября 2023 года

## Монастыри
- Монастырь Святого Николая Японского (мужской, не действует)